# Zofiówka (powiat pabianicki)
Zofiówka – osada w Polsce położona w województwie łódzkim, w powiecie pabianickim, w gminie Lutomiersk.
Miejscowość położona jest na Wysoczyźnie Łaskiej.
W latach 1975–1998 miejscowość administracyjnie należała do województwa sieradzkiego.

## Zbiornik wodny
W pobliżu osady znajduje się zbiornik wodny o takiej samej nazwie będący łowiskiem specjalnym PZW.